# Mordella albosuturalis (Liljeblad)
Mordella albosuturalis is een keversoort uit de familie spartelkevers (Mordellidae). De wetenschappelijke naam van de soort is voor het eerst geldig gepubliceerd in 1922 door Liljeblad.